# Eulabee Dix
Pour les articles homonymes, voir Dix (homonymie).
Eulabee Dix ou Eulabee Dix-Becker, née à Greenfield (Illinois) le 5 octobre 1878 et morte à Waterbury (Connecticut) le 14 juin 1961, est une peintre miniaturiste américaine. 

## Biographie
Fille de Mary Bartholomew et Horace Wells Dix, ses parents connaissant des revers de fortune, elle part vivre à l’adolescence chez des membres de sa famille à Saint-Louis dans le Missouri et étudie à l'Université de Washington. Elle apprend la peinture à l'huile et le dessin à l’École d'art de Saint-Louis où elle remporte deux médailles. En 1895, elle rejoint ses parents à Grand Rapids. 
En 1899, elle s'installe à New York, où elle est élève de William Merritt Chase puis elle entre à l'Art Students League of New York de George Bridgman. Elle suit aussi les cours de William J. Whittemore qui lui enseigne la technique de la peinture sur ivoire. Whittlemore étant un des fondateurs de l'American Society of Miniature Painters (ASMP), elle y expose une partie de son travail. Elle a aussi pour professeur Isaac A. Josephi, le premier président de l'ASMP.
Eulabee Dix travaille dans un minuscule appartement au 152 West 57th Street, au 15e étage de l'une des tours du Carnegie Hall sur des commandes pour de nombreuses personnalités new-yorkaises telles l'actrice Ethel Barrymore et la photographe Gertrude Käsebier. Par coïncidence, son voisin, Frederick Stuart Church, est également de Grand Rapids, et il l'aide à établir des contacts au sein des cercles artistiques de New York. La miniaturiste Theodora Thayer, avec laquelle Dix s'associe et qu'elle admire, a également un studio à proximité.
Elle rencontre en 1904 Minnie Stevens Paget, une amie proche d'Édouard VII, épouse d'Arthur Henry Fitzroy Paget (en), un officier de haut rang de l'armée britannique, qui atteindra plus tard le grade de général. Ils deviennent des amis proches, et c'est près du couple qu'Eulabee Dix commence à partager son temps entre New York et Londres. À Londres, elle s'installe dans un hôtel résidentiel haut de gamme près de Stanhope Gardens, à Kensington. Elle reçoit grâce à Paget des commandes de nombreuses personnalités.
Elle présente aussi ses œuvres, entre autres, à la Fine Art Society, à la Royal Academy et à la Walker Art Gallery de Liverpool. 
À New York, elle a l'occasion de peindre l'écrivain Samuel Langhorne Clemens, mieux connu sous son pseudonyme de Mark Twain et en 1908, elle effectue le dernier portrait connu de lui.
Le 22 décembre 1910, Eulabee Dix épouse Alfred Leroy Becker, un avocat de New York dont elle aura deux enfants, Philip et Joan. Après un avortement non consenti par son mari, le couple divorce en 1925. 
Après son divorce, Eulabee Dix voyage en France avec ses enfants et partage son temps entre l'Europe et New York. Elle expose au Salon des artistes français de 1927 et y obtient une médaille d'argent. 
Le krach boursier de 1929 et la dépression qui en résulte affectent son travail car beaucoup de ses anciens clients ont vu leur fortune s'effondrer. Son fils Philip choisit d'aller vivre avec son père. Eulabee Dix déménage à East 57th Street où elle vivra pendant environ sept ans. 
En 1937, avec sa fille maintenant mariée, elle s'installe dans le sud de la Californie et vit dans un ranch près de Santa Barbara puis elle rejoint une communauté de moines dirigée par Ananda Ashrama qui prêche la tolérance religieuse et la vie simple. Elle n'y reste que peu de temps.
Durant la Seconde Guerre mondiale, elle travaille pour la Plas-Tex Corporation où elle peint du radium sur des pièces d'avion. Les radiations du radium la rendent malade et lui apporte une petite pension. Elle sert ensuite dans une blanchisserie puis rejoint l'Association internationale des machinistes et des travailleurs et travailleuses de l’aérospatiale où elle fore des trous dans des pièces d'avion. Elle ne peint alors pratiquement plus mais expose quelques miniatures au California Art Club (en).
Son dernier portrait est celui de sa petite-fille, Elizabeth Becker, en janvier 1950 qui restera inachevé en raison de sa vue défaillante et sa dernière commande, en 1951, est celle de Kaufman Thuma Keller (en), qui était à l'époque président du conseil d'administration de la Chrysler Corporation mais sa vue ne lui permet pas de terminer cette œuvre.
En 1956, Eulabee Dix vend ses biens et s'installe à Lisbonne où en 1958 une exposition sur l'ensemble de son travail est organisée au Museu Nacional de Arte Antiga de Lisbonne. Il s'agit de sa dernière exposition. Son dernier portrait, une tête et des épaules, supposée être celles de l'épouse de l'ambassadeur américain au Portugal (1958), est réalisé à Lisbonne à cette époque. 
Elle revient aux États-Unis en 1961 et emménage chez son fils et sa femme à Woodbury (Connecticut). Le 14 juin 1961, la veille de son transfert dans une maison de soins, Eulabee Dix meurt. Elle est inhumée au cimetière Bellefontaine de Saint-Louis.
Ses œuvres sont conservées, entre autres, au Metropolitan Museum of Art, au Museu Nacional de Arte Antiga de Lisbonne, au Smithsonian American Art Museum et à la National Portrait Gallery.
Le National Museum of Women in the Arts possède 86 de ses œuvres, des archives de lettres, revues et autres manuscrits relatifs à sa vie, ainsi que sa palette et son pinceau, ses récompenses et un croquis au crayon de John Butler Yeats, qui ont été confiés en 1989 au musée par Joan Becker Gaines, la fille d'Eulabee Dix.

## Galerie

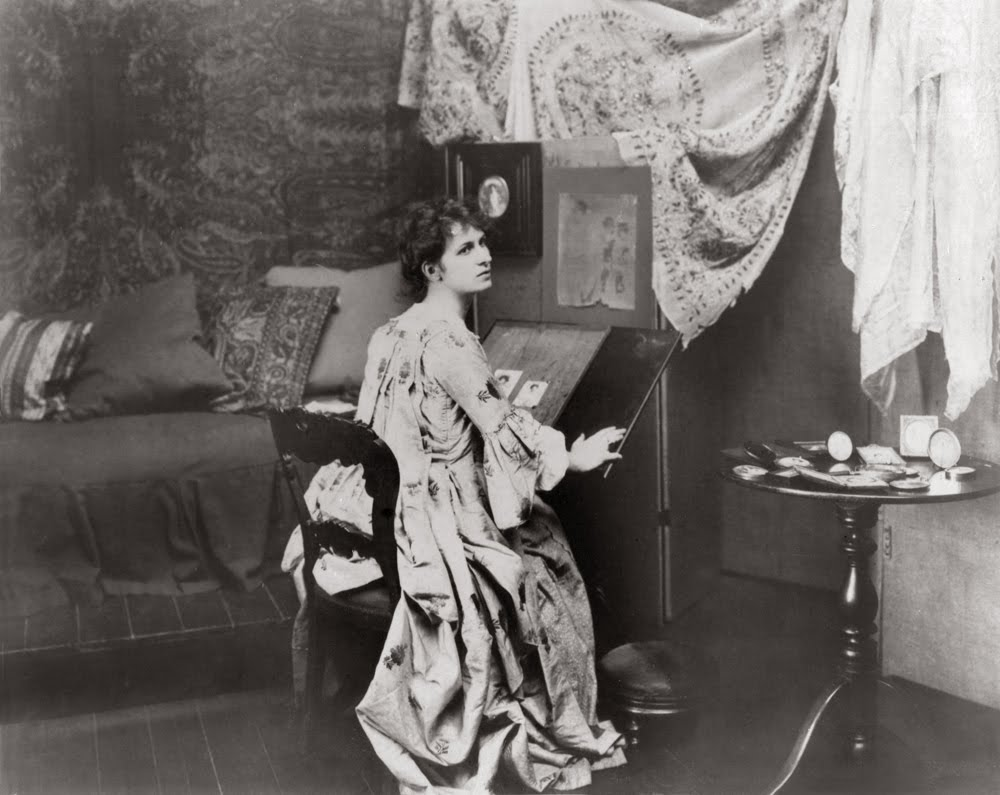
Eulabee Dix à sa table de travail dans son appartement du Carnegie Hall (1903).
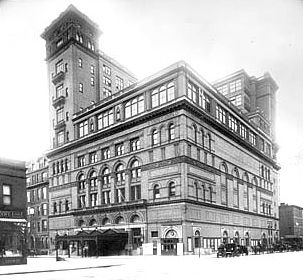
Le Carnegie Hall en 1899.
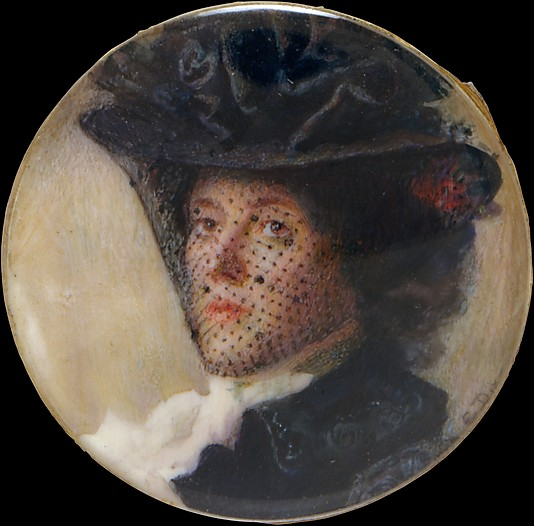
Mrs. Cox, aquarelle sur ivoire (vers 1907), Metropolitan Museum of Art.
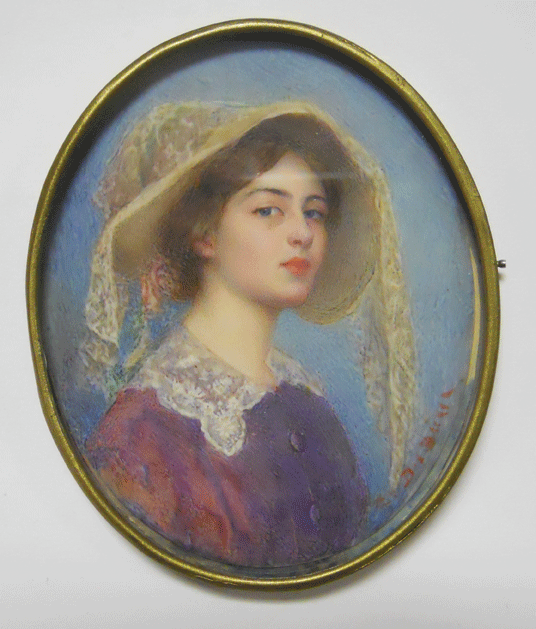
Woman in Lace Trimmed Hat, (vers 1911), aquarelle sur ivoire.
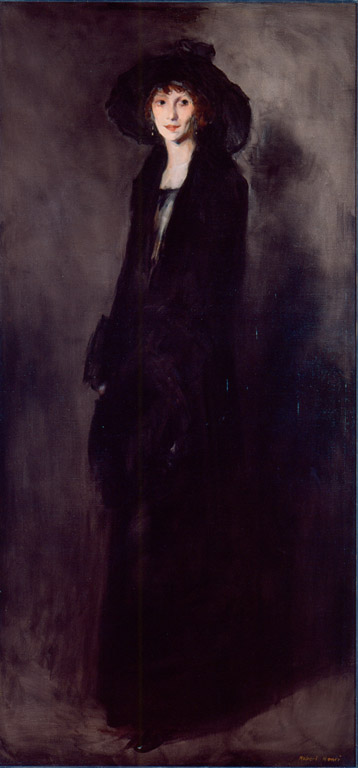
Robert Henri, Lady in Black Velvet, portrait représentant Eulabee Dix en 1911.
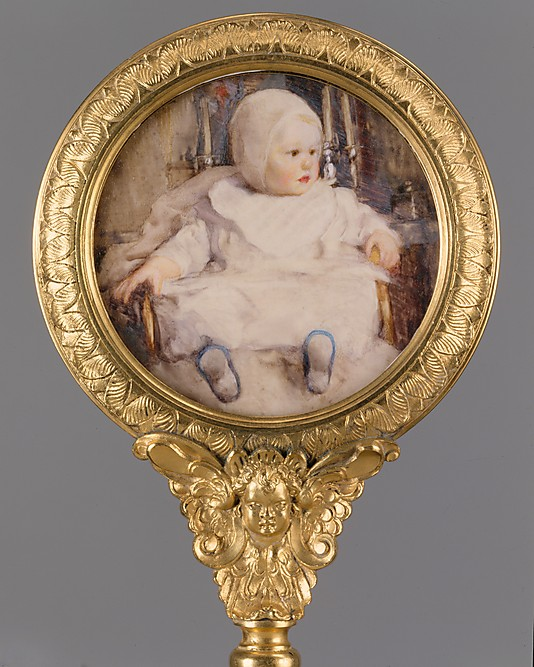
Philip Dix Becker, aquarelle sur ivoire (1912), Metropolitan Museum of Art, New York.

## Hommages
On doit à Robert Henri deux portraits d'Eulabee Dix et à Gertrude Kasebier plusieurs photographies.